# Nazionale maschile di pallamano dell'Algeria
La nazionale algerina di pallamano rappresenta l'Algeria nelle competizioni internazionali e la sua attività è gestita dalla 
Algerian Handball Federation.